# Día del Aborigen Americano
El Día del Aborigen Americano se celebra el 19 de abril de cada año, según la recomendación surgida en el Primer Congreso Indigenista Interamericano realizado ese mismo día en 1940, en Pátzcuaro, estado de Michoacán, México.
La convocatoria al congreso la realizó Lázaro Cárdenas durante su mandato como presidente de México. Participaron delegaciones oficiales de los países integrantes de la Unión Panamericana, y de algunos grupos indígenas. El objetivo del congreso fue analizar la situación de los  indígenas y encontrar puntos en común para poder enfrentar las adversidades.  A partir de este congreso se fundó el Instituto Indigenista Interamericano, con sede en México, dependiente de la Organización de Estados Americanos.
En Brasil se celebra como el Dia do Índio habiendo sido establecido por el presidente Getúlio Vargas en 1943.
En Argentina se instituyó la conmemoración de la fecha en 1945, por decreto n.º 7550 del Poder Ejecutivo Nacional. Sin embargo recién en 1994 se reconoció en la Constitución Nacional,  en el artículo 75 inciso 17, la preexistencia de los pueblos originarios, el derecho y respeto a su identidad, el derecho a una educación intercultural y el reconocimiento de la personería jurídica de sus comunidades, entre otros derechos.
En Costa Rica se estableció la celebración de este día a través del decreto n.º 1803-C, el 14 de junio de 1971.